# Песоцкий, Иван Петрович
Иван Петрович Песоцкий (ум. 1849) — русский предприниматель, издатель книг, журналов и литографий.

## Биография
Сын купца. Систематического образования не получил. Начиная с конца 1830-х годов издательская деятельность Песоцкого сделала его довольно заметной личностью в литературных и театральных кругах Санкт-Петербурга.
В 1841—49 годах Песоцкий издавал журнал «Эконом», первым главным редактором которого был Фаддей Булгарин, а затем — Владимир Бурнашев. Журнал позиционировал себя как издания по ведению домашнего хозяйства, однако, фактически в нём можно было найти самую разную информацию: от описания внешнеполитических событий до рецепта каши из лепестков роз.
В 1839 и 1841 году Песоцкий издавал периодическое издание «Репертуар русского театра» под редакцией (попеременно) В. С. Межевича и Ф. А. Кони (отцом адвоката). В его издательстве выходили также переводные иностранные романы, детские повести и иллюстрированные сборники.
Самым известным изданием Песоцкого стала "Военная галерея Зимнего дворца, " то есть, собрание портретов генералов 1812 года (в виде литографий с портретов из одноименной галереи) с их биографиями, написанными военными историками А. И. Михайловским-Данилевским и А. В. Висковатовым.
Песоцкий имел репутацию сметливого и предприимчивого, но, в то же время, вежливого и доброго человека. За два самых известных издания: «Военная галерея» и «Эконом», Песоцкого называли «издателем „Репертуара“ и „Пантеона“».
Скончался Иван Песоцкий в 1849 году от чахотки и был похоронен на кладбище в Парголово.
После смерти Песоцкого, издание журнала «Эконом» продолжалось вплоть до 1853 года.